# 兪鎮霊
兪 鎮霊（ユ・ジニョン、朝鮮語: 유진영/兪鎭靈、1909年9月28日または1910年9月28日 - 1998年9月29日）は、大韓民国の裁判官、弁護士、政治家。第5代韓国国会議員。本貫は杞渓兪氏。

## 経歴
忠清南道扶余郡出身。公州公立高等普通学校、京城法学専門学校（現・ソウル大学校法学大学）卒。朝鮮弁護士試験・日本高等文官試験司法科合格。釜山など各地方法院の判事、大田高等法院・大邱高等法院部長判事、大田弁護士会会長、民主党忠南道党最高委員、新韓党忠清南道支部委員長、国会法司委員・民議院民主反逆者に対する臨時処理法案起草特別委員会委員長を務めた。
1998年9月29日、大田の忠南大病院で持病により死去。享年88。